# Porosteognathus efremovi
Porosteognathus efremovi és una espècie extinta de sinàpsid de la família dels licosúquids (o, segons altres classificacions, de la família dels escilacosàurids) que visqué en allò que avui en dia és Europa durant el Permià mitjà, fa entre 259,5 i 266,9 milions d'anys. Se n'han trobat restes fòssils al Tatarstan (Rússia). Es tracta de l'única espècie del gènere Porosteognathus. El nom genèric Porosteognathus significa ‘mandíbula d'ossos porosos’, mentre que el nom específic efremovi fou elegit en honor del paleontòleg soviètic Ivan Iefrémov.